# Geometrischer Stil

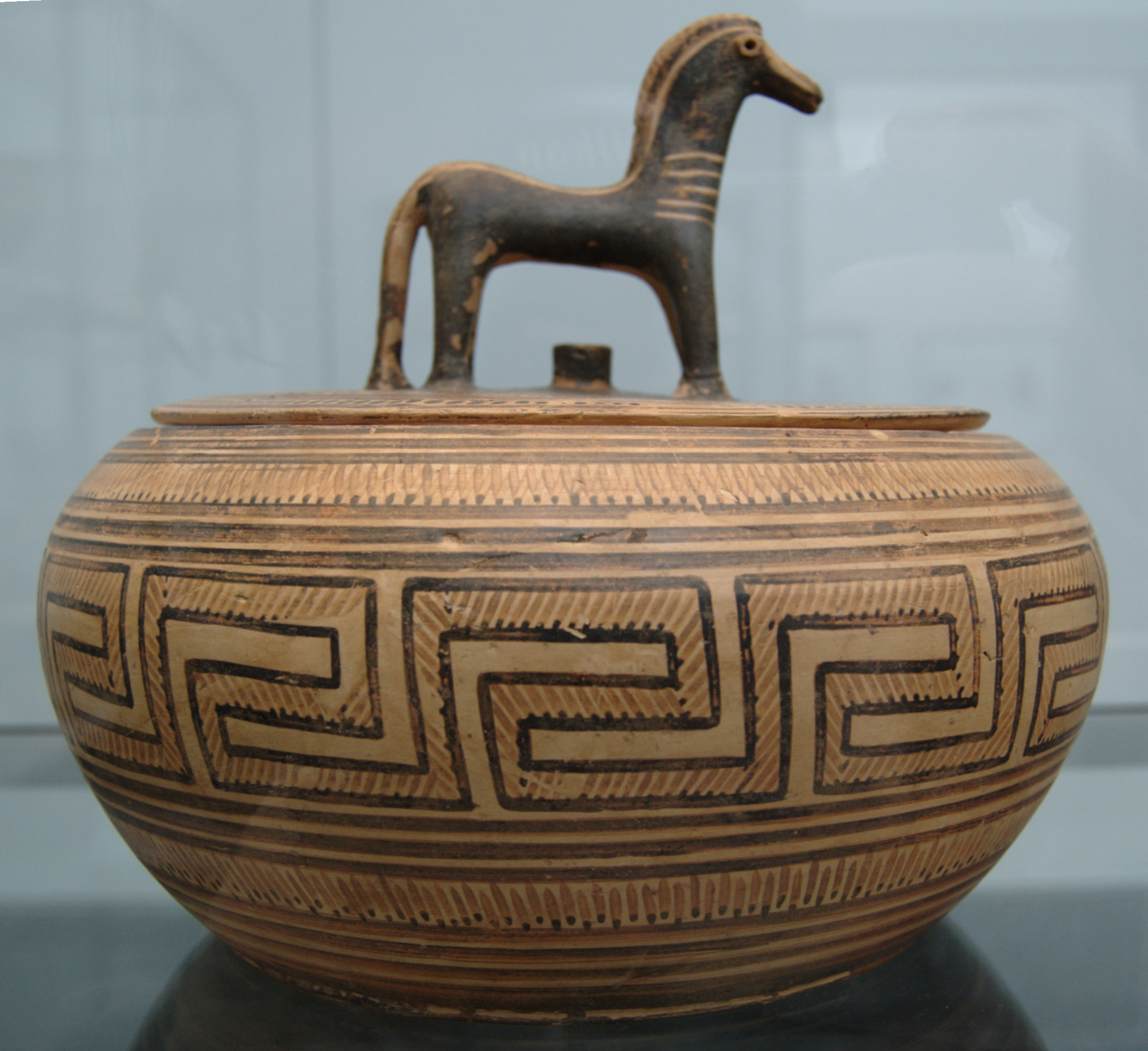
Pyxis mit Pferd als Deckelgriff aus dem 8. Jh. v. Chr.

Der geometrische Stil (ca. 900 – 700/675 v. Chr.) ist ein Kunststil in der griechischen Kunst. Von diesem kunsthistorischen Begriff abgeleitet, bezeichnet man den Zeitraum, der in der Kunst des antiken Griechenlands vom geometrischen Stil beherrscht wird, als geometrische Zeit oder als Zeit des geometrischen Stils.
Dieser Zeitraum, der ungefähr die Jahre von 900 bis 700/675 v. Chr. umfasst, wird in die Phasen frühgeometrischer Stil (etwa 900–800 v. Chr.), hochgeometrischer Stil (etwa 800–740 v. Chr.) und spätgeometrischer Stil (etwa 740–700 v. Chr.) unterteilt, wobei die Dauer der einzelnen Phasen sowohl lokal als auch auf die Kunstform als Träger des Stils bezogen differieren kann.
In diesem Stil tritt das Wesen der antiken griechischen Kunst und Religiosität ans Licht. Im 9. Jahrhundert v. Chr. findet man eine strenge Phase, die von geometrischen Ornamenten wie Mäandern beherrscht wird und die meist großflächigen, in der Regel einfachen Ornamente der protogeometrischen Keramik ablöst. Neben den ornamentalen Friesen erlangen figürliche Darstellungen in der Bemalung geometrischer Keramik eine größere Bedeutung. In der Plastik treten ab etwa 770/750 v. Chr. den figürlichen Darstellungen der Vasen gleichartigen Ausdrucksformen unterworfene Beispiele zur Seite. Meist handelt es sich um Gefäßaufsätze, die zunehmend bewegt und in den Raum ausgreifend gebildet werden. Einfache Gruppenkompositionen, etwa Löwenkampfgruppen, treten bei diesen nur 10–20 cm hohen Bildnissen auf, mythologische Gestalten wie Kentauren sind klar zu erkennen. Schriftlich überliefert sind auch größere hölzerne Kultbilder, Xoana, die noch in späten Zeiten hoch verehrt und als heilig angesehen wurden.
Beide Kunstformen werden im Lauf ihrer Entwicklung zu Vorläufern der Tierfriese und Figurenbilder des archaischen Stils. Denn im Jahrhundert Homers wird nach 750 v. Chr. die streng geometrische Richtung des Stils aufgelöst. Unter friedlichen Tieren der Friese erscheinen nun auch Fabelwesen und Raubtiere. Man beginnt, Sagen darzustellen, und der orientalisierende Stil kündigt sich an. 